# Cantone di Nouvion
Il Cantone di Nouvion era una divisione amministrativa dell'arrondissement di Abbeville.
È stato soppresso a seguito della riforma complessiva dei cantoni del 2014, che è entrata in vigore con le elezioni dipartimentali del 2015.
Comprendeva i comuni di:
- Agenvillers
- Buigny-Saint-Maclou
- Canchy
- Domvast
- Forest-l'Abbaye
- Forest-Montiers
- Gapennes
- Hautvillers-Ouville
- Lamotte-Buleux
- Millencourt-en-Ponthieu
- Neuilly-l'Hôpital
- Nouvion
- Noyelles-sur-Mer
- Ponthoile
- Port-le-Grand
- Sailly-Flibeaucourt
- Le Titre